# Паук-серебрянка
Пау́к-серебря́нка, или водяно́й пау́к (лат. Argyroneta aquatica) — распространённый в Европе вид пауков из семейства Cybaeidae. Отличается длинными плавательными щетинками на задних ногах и тремя коготками на ногах трёх задних пар.

## Внешний вид
Самец, который больше самки (это предотвращает каннибализм самок), достигает 15 мм в длину, самка — до 12; почти голая головогрудь буроватого цвета, переходящего в черноватый, с чёрными линиями и пятнами; брюшко бурое, покрыто множеством бархатистых волосков и имеет на спинной стороне два ряда вдавленных точек.
При погружении серебрянки в воду волоски брюшка, покрытые особым жирным веществом, не смачиваются, между ними задерживается (так как не вытесняется, благодаря силам поверхностного натяжения воды) воздух, и потому оно под водой кажется серебряным (отсюда и название вида). Этот слой воздуха позволяет серебрянке долго оставаться под водой; паук изредка поднимается на её поверхность, чтобы возобновить запас воздуха. Водоотталкивающее вещество является видоизменённым секретом паутинных желёз. Водяной паук попадается в стоячих или медленно текущих водах довольно часто.

## Питание
Питается водяной паук различными мелкими животными, которые запутываются в нитях его подводной паутины или которых он ловит, плавая в воде. Пойманную излишнюю добычу он иногда подвешивает в своём гнезде.

## Гнездо

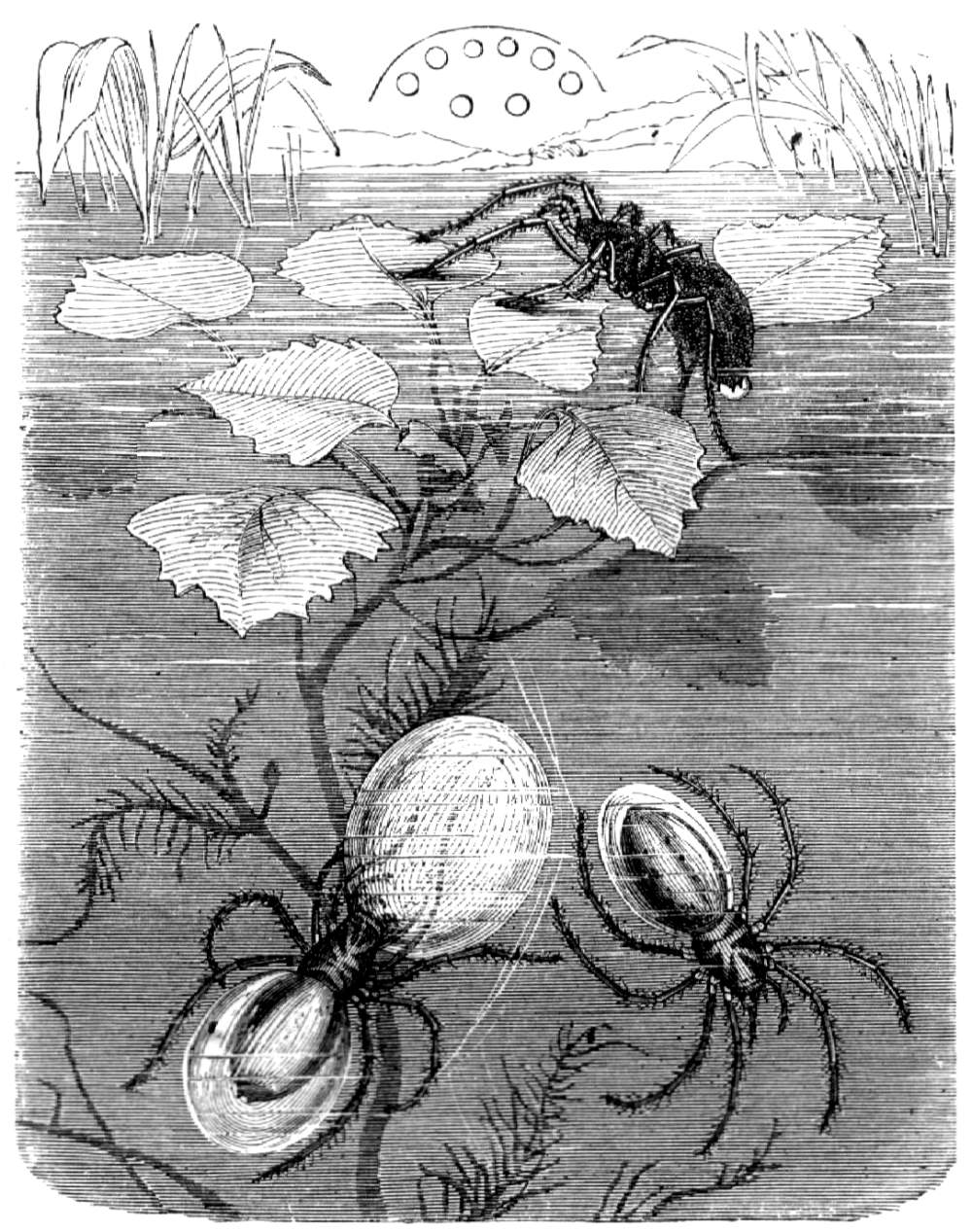
Водяной паук в «Жизни животных» Альфреда Брэма (1884).

Колоколообразное или воронкообразное гнездо серебрянка делает под водой из паутинок, прикрепляя его к различным подводным предметам. Гнездо, открытое книзу и достигающее величины лесного ореха, паук наполняет воздухом и пользуется им в качестве своеобразного водолазного колокола.
Для наполнения гнезда воздухом водяной паук поднимается на поверхность воды и выставляет кончик брюшка, раздвигая при этом паутинные бородавки, затем быстро ныряет и уносит при этом с собой, кроме слоя воздуха, покрывающего всё брюшко, ещё и пузырек воздуха на конце его. Достигнув гнезда, паук отделяет пузырёк задними лапками от брюшка и переводит его в свою постройку. Серебрянки-самцы иногда забираются в пустые раковины улиток и зимуют в них, заткнув вход паутиной.
Самец и самка паука-серебрянки живут рядом в гнёздах, что очень нетипично для пауков.

## Размножение
Яйца откладываются в кокон из паутины, содержащий воздух, помещаются поблизости от гнезда или в самом гнезде и тщательно охраняются самкой.

## Опасность для человека
Кусается водяной паук очень редко. Пострадать человек может случайно, вытащив его из воды вместе с рыбой. Укус наносит с целью самообороны. На теле появляется покраснение, боль, жжение, отёк, припухлость. У людей, склонных к аллергии, со слабым иммунитетом, маленьких детей после укуса паука может наблюдаться ухудшение самочувствия. Появляется слабость, тошнота, головокружение, головная боль, повышается температура. Состояние нормализуется через несколько дней. Для ускорения терапевтического эффекта принимают антигистаминные препараты.

## Разведение
Паук-серебрянка уничтожает мальков, сокращая поголовье полезных рыб. Хорошо переносит неволю и является интересным объектом для наблюдения. Как пишет Н. Ф. Золотницкий в своей книге «Аквариум любителя»: «водяной паук, без сомнения, принадлежит к числу существ, более всего способных привлечь внимание любителя как по оригинальности своих нравов, так особенно искусством постройки своих воздушных жилищ».
Для содержания паука подойдёт даже небольшая ёмкость с водой объёмом от 5 литров. Для плетения колокола пауку понадобится каркас из веток или водных растений, таким образом можно контролировать, где именно паук будет строить колокол. Часть веток должна выходить из воды, чтобы паук имел возможность выхода на сушу, дабы набрать свежего воздуха. Кормить серебрянок можно небольшими рыбками, гаммарусом, водяными осликами и мотылем. Самец и самка могут жить в одном объёме, не проявляя агрессии, но если недокармливать пауков, может иметь место каннибализм.